# نذري كمال
نذري كمال هو لاعب كرة قدم ماليزي في مركز نصف الجناح، ولد في 2 أبريل 1987 في فاريت ‏ في ماليزيا. لعب مع Perak F.C. ‏.

## وصلات خارجية
- نذري كمال على موقع Soccerway.com (الإنجليزية)